# Isabella Bannerman
Isabella Bannerman (Buffalo (New York), 1961) is een Amerikaanse cartooniste.

## Levensloop

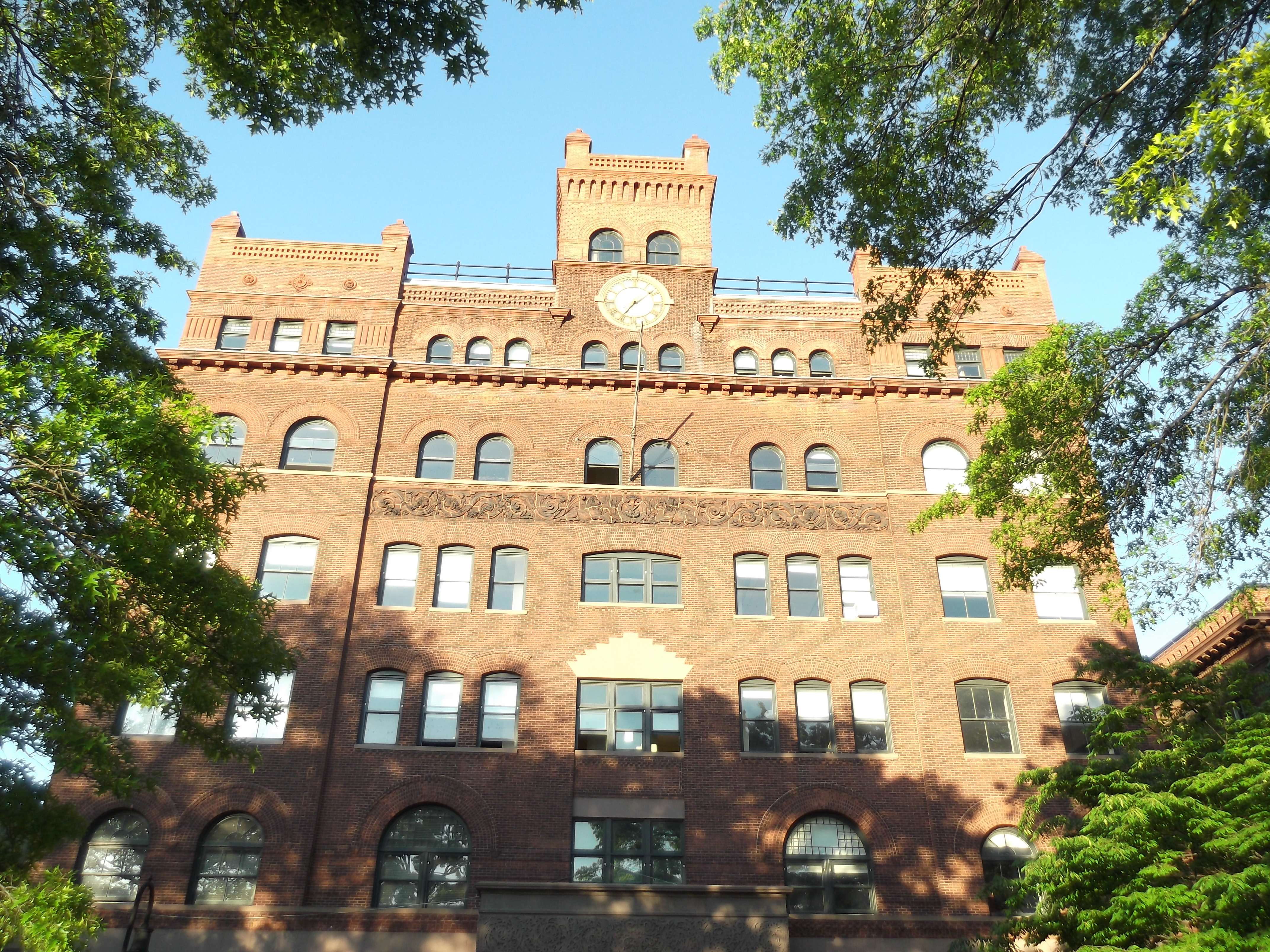
Pratt Institute, New York, VS

Bannerman studeerde af als tekenaar aan het Pratt Institute in Brooklyn, New York.
Voor zij een vast contract als striptekenaar had bij King Features Syndicate (2000), werkte zij mee aan de tekenfilmserie Doug en de tekenfilm The Red Shoes (1990); zij tekende voor televisieprogramma's voor kinderen zoals Pee-Wee’s Playhouse. 
Haar striptekencarrière begon in 1987 toen zij een cartoon mocht tekenen in de San Francisco Bay Guardian. Samen met Ann Decker en Sabrina Jones was zij co-uitgeefster van GirlTalk. Dit waren 4 uitgiftes van stripverhalen gepubliceerd in Fantagraphics (1995-1996). 
In 1998 gaf zij het stripboek uit Pacifists in bomber jackets bij Laugh Lines Press.
Vanaf 2000 werkte zij in vast dienstverband voor King Features Syndicate. In het stripfeuilleton Six Chix tekenen zes striptekenaressen. Bannerman was diegene onder hen die de vaste maandageditie verzorgt; de zondagseditie was in rotatie door iedereen te verzorgen. Haar cartoons zijn ook verschenen in The New York Times, Glamour, Funny Times and World War 3 Illustrated.
In 2024 maakte ze tekeningen bij artikelen in Literary Ladies Guide, zoals de tekening van Belle van Zuylen naar een werk van Maurice-Quentin de La Tour (1771).

## Prijzen
Bannerman won in 2012 de prijs van de beste politieke cartoon van de Union of Concerned Scientists. Daarna, in 2014, won ze in de National Cartoonists Society, waarvan zij lid is sinds 2003, de Divisional Award for Best Newspaper Comic Strips.